# Agustín Manzur
Agustín Manzur (Mendoza, 29 settembre 2000) è un calciatore argentino, centrocampista del Guaraní.

## Caratteristiche tecniche
È un centrocampista centrale.

## Carriera
Cresciuto nel settore giovanile del Godoy Cruz, ha esordito in prima squadra l'8 febbraio 2018 in occasione dell'incontro di campionato vinto 4-1 contro il Lanús; è rimasto in squadra fino al 2021, giocando in totale 14 partite nella prima divisione argentina. Successivamente è andato a giocare in seconda divisione al Dep. Maipú.